# Національний парк Сіретоко
Національний парк Сіретоко англ. Shiretoko National Park, (яп. 知床国立公園) — національний парк, розташований на острові Хоккайдо (Японія). Займає більшу частину півострова Сіретоко. Назва «Сіретоко» походить з мови айну й означає «місце, де виступає земля».

## Короткий опис
Національний парк було створено 1 червня 1964 року. Парк займає площу 711,0 км² й розташований на півострові Сіретоко, одному з найвіддаленіших районів Японії. На півострів Сіретоко можна потрапити лише пішки або на човні. Парк відомий своєю популяцією бурого ведмедя. Звідси відкривається мальовничий вид на острів Кунашир, окупований Росією з часів Другої світової війни. У парку є водоспад Камуївакка (яп. カムイワッカの滝 - досл.: «вода богів»), що живиться з термальних джерел, а також мальовнича місцевість річкового лісу «П'ять озер». Ліси Сіретоко належать до помірного, субальпійського змішаного типу. Найпоширеніші породи дерев: Сахалінська ялиця, Береза Ермана, Дуб монгольський.
2005 року Національний парк Сіретоко було занесено до списку Світової спадщини ЮНЕСКО.

## Галерея

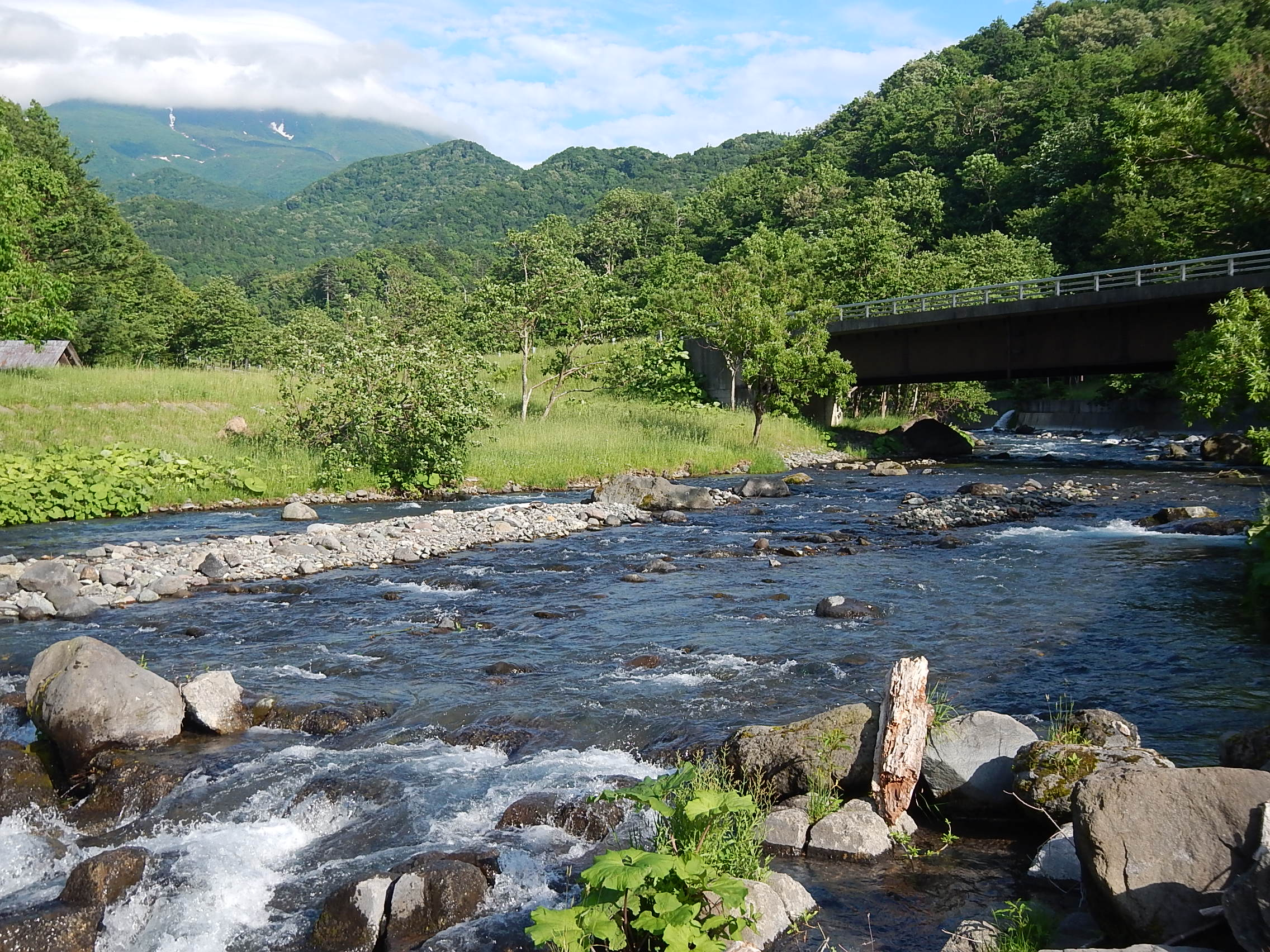
Річка Іваобетсу（2013）
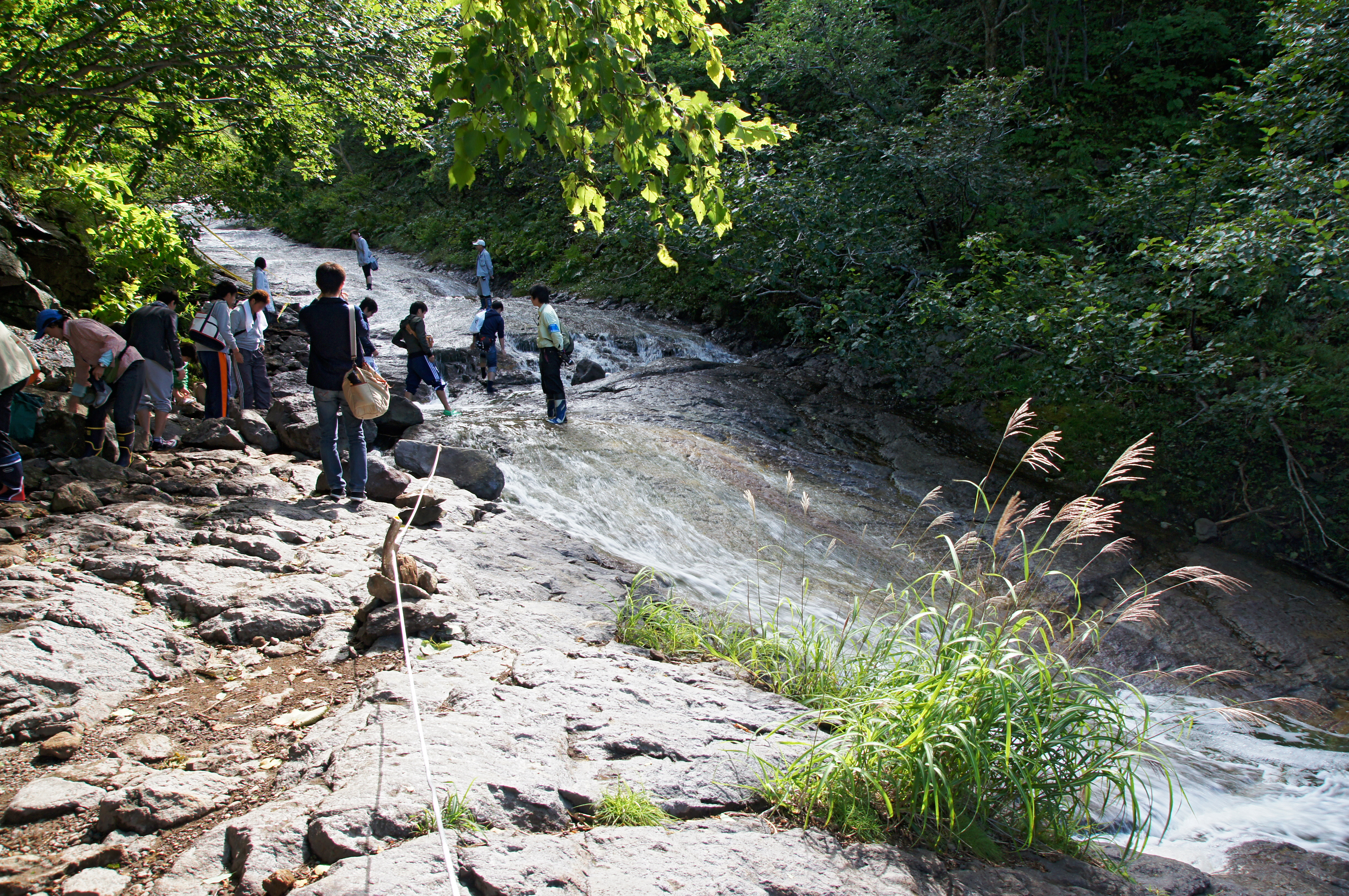
Водоспад Камуївакка（2011）
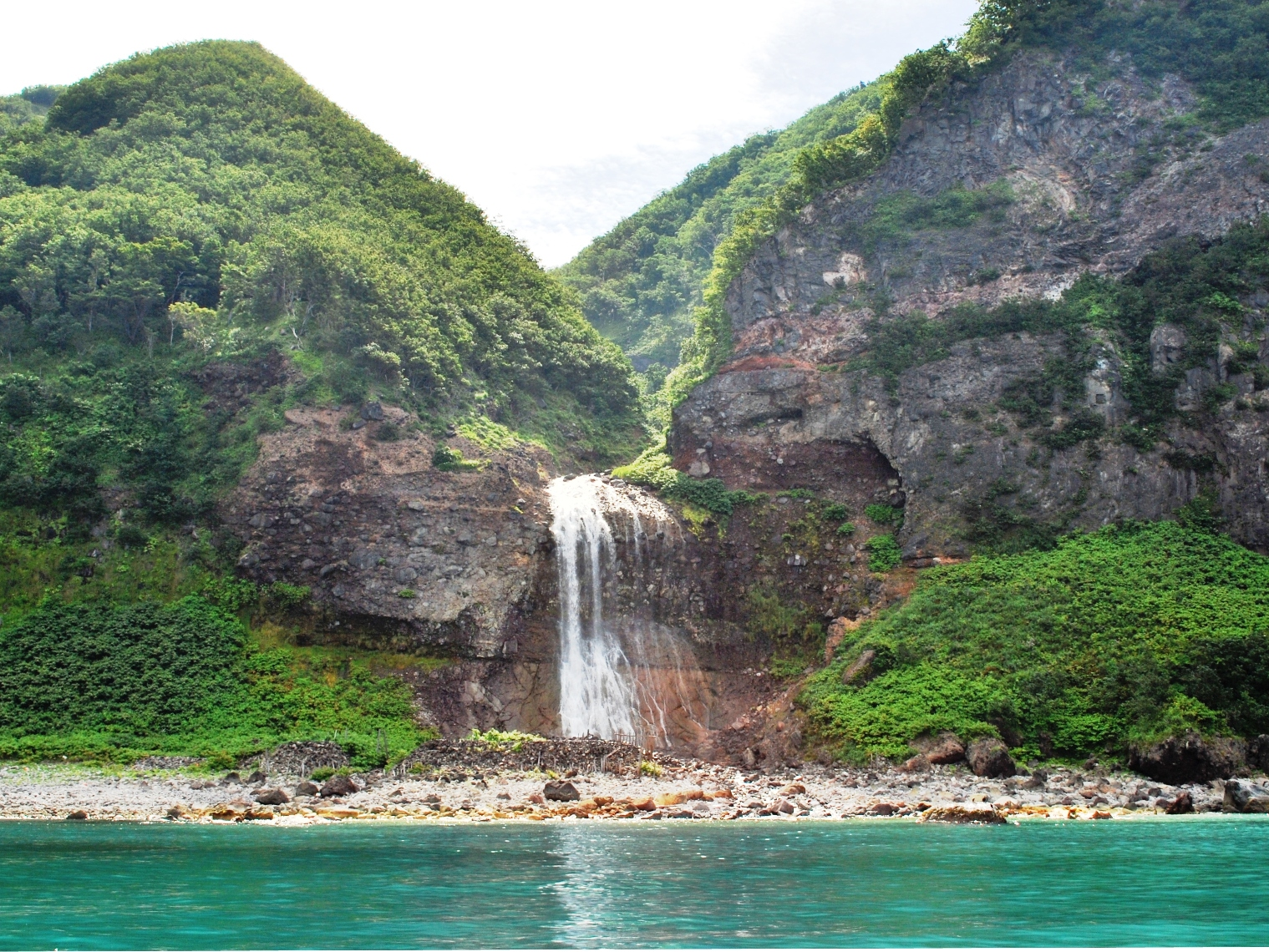
Водоспад Камуївакка（2009）
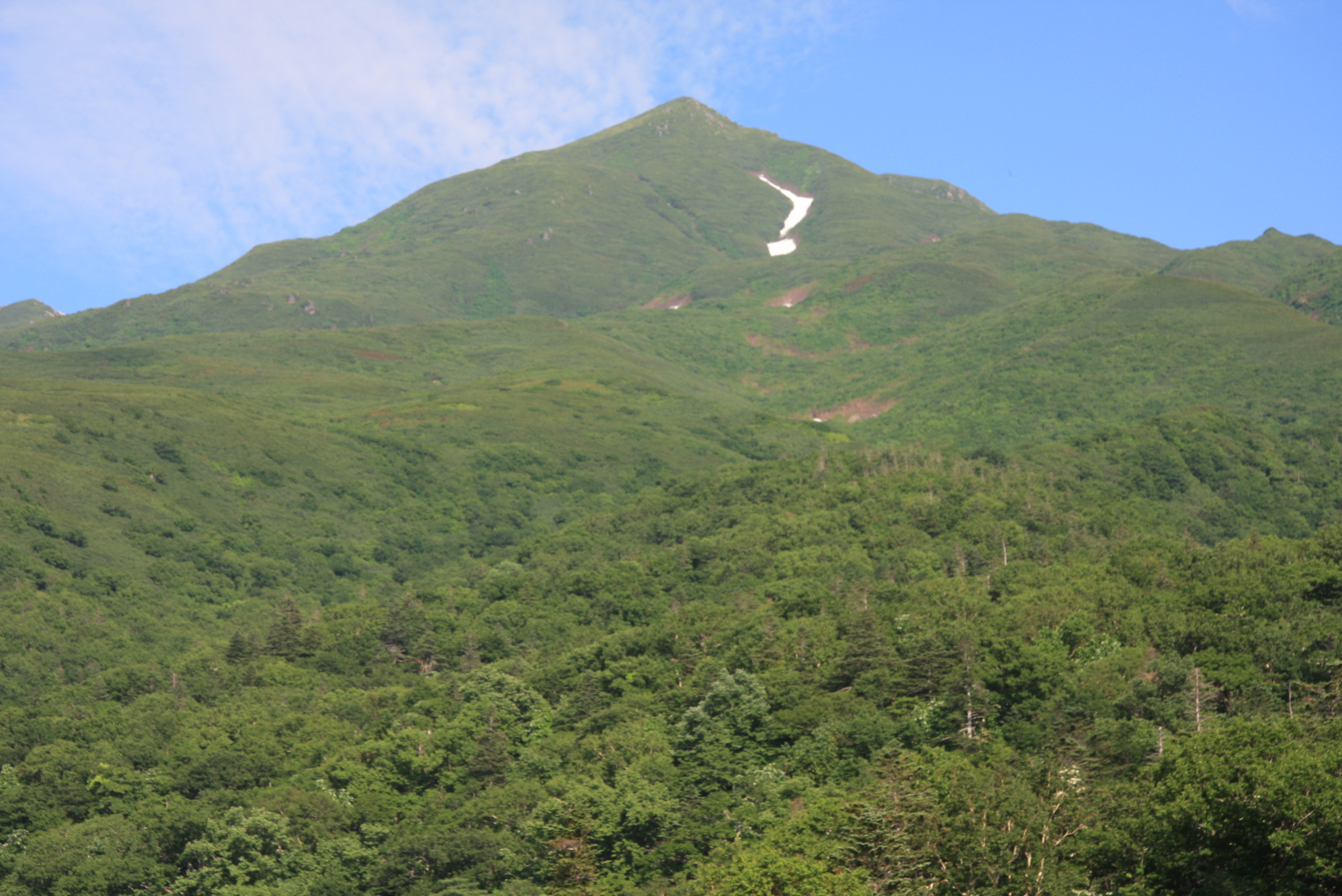
Гора Іо（2013）
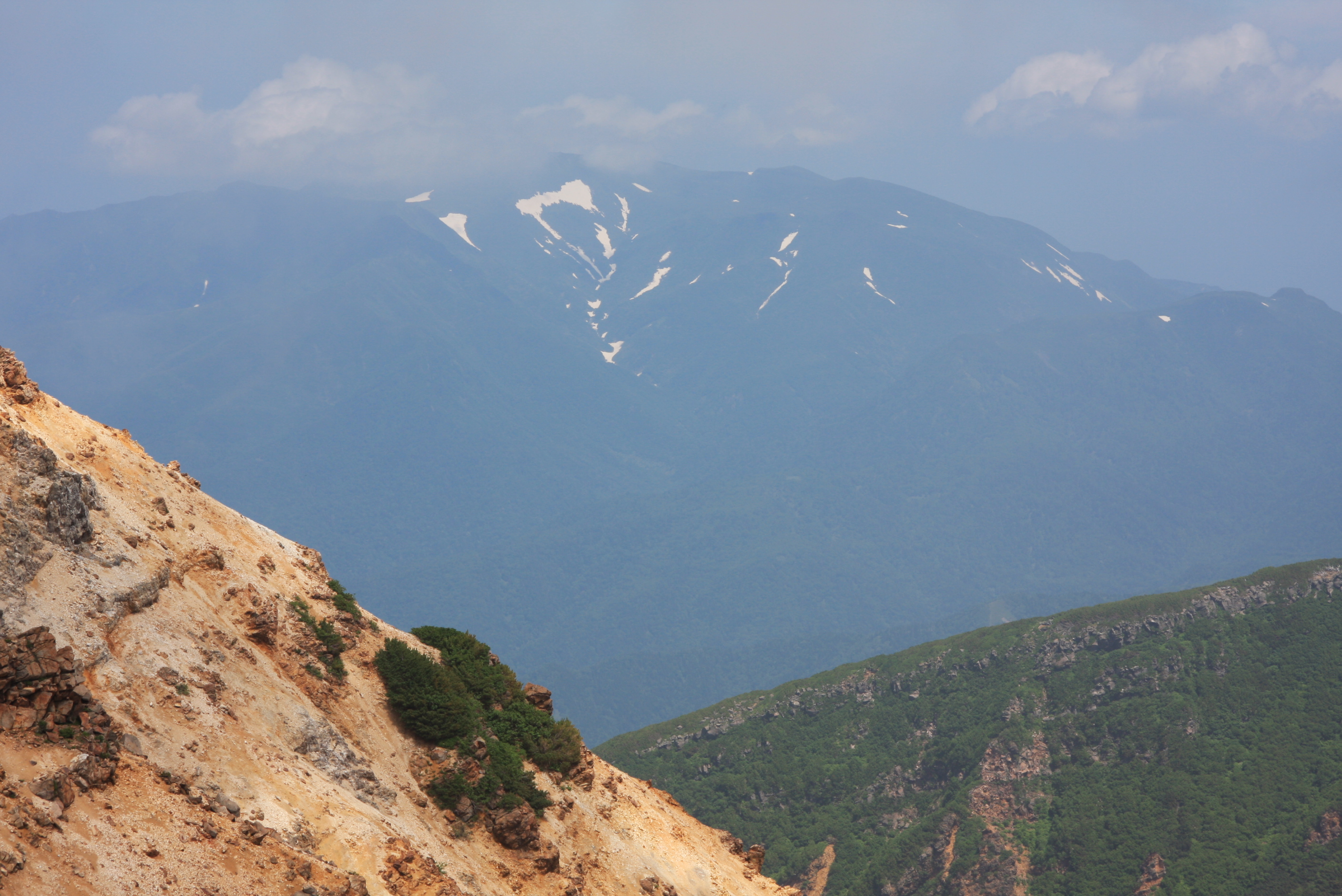
Гора Сіретоко（2013）
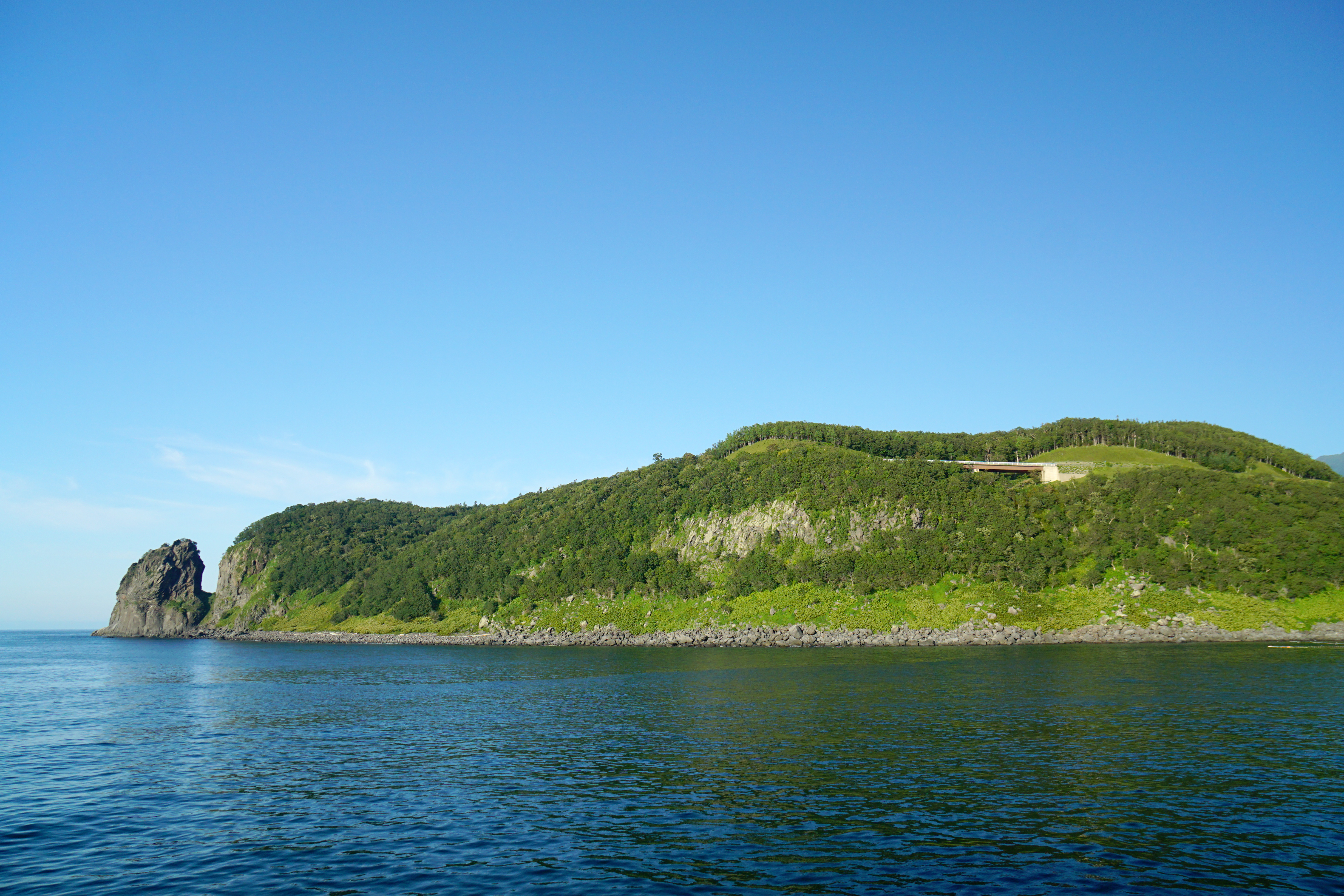
Мис Пуюні（2014）
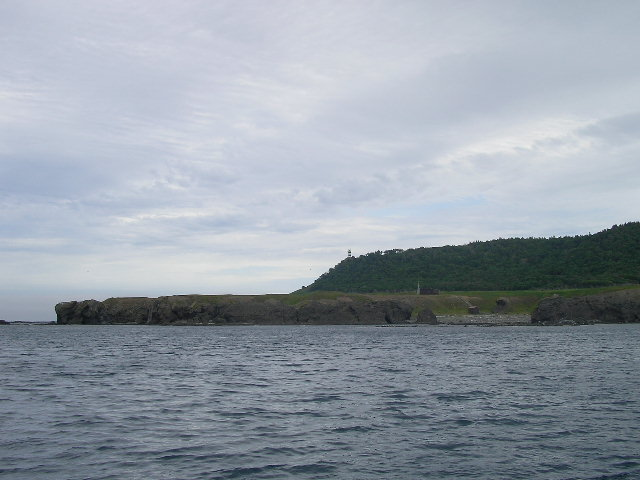
Мис Сіретоко（2006）